# Manfred Schmitt (Unternehmer)
Manfred Schmitt (* 10. Dezember 1950 in Darmstadt) ist ein deutscher Unternehmer.

## Werdegang als Unternehmer
Schmitt strebte zunächst eine Karriere als Konzertpianist an, studierte dann aber Wirtschaftsingenieurwesen mit Fachrichtung Maschinenbau an der Technischen Hochschule in Darmstadt. Während seines Studiums eröffnete er insgesamt 5 Musikgeschäfte im Rhein-Main-Gebiet und 10 Musikschulen mit über 2.500 Schülern unter dem Namen „Orgelschmitt“.
Als Ende der 1970er Jahre die ersten computergesteuerten Synthesizer auf den Markt kamen, wandelte Schmitt seine Firma in die „Schmitt Computersysteme“ um. In den 1980er Jahren vertrieb er erfolgreich den damals populären Heimcomputer Commodore C64.
1991 gründete Schmitt die Firma ESCOM, mit der er 2 Jahre später an die Börse ging. Die ESCOM AG avancierte zum drittgrößten Computerhersteller in Europa mit über 500 eigenen Filialen in 10 Ländern, 3 eigenen Produktionsstätten in Europa und über 2.000 Mitarbeitern bei einem Umsatz von über 2,3 Milliarden DM (1994). Mitte der 1990er Jahre kaufte die ESCOM AG die Rechte an den Marken Amiga und Commodore und begann, die bekannten Heimcomputer zu fertigen und auf den Markt zu bringen.
Etwa zur selben Zeit kam es in der Computerbranche zu einem zunehmenden Margenverfall, und die Entwicklung neuer und leistungsfähiger Prozessoren schritt immer schneller voran. Dies führte sowohl bei der ESCOM AG als auch bei den Mitbewerbern zu Verlusten. Im Jahr 1996, nach mehr als 10-jähriger Aufbauarbeit, trat Schmitt als Vorstandsvorsitzender der ESCOM AG zurück und gab diesen Posten an den ehemaligen IBM-Vorstand Helmut Jost ab. Zum damaligen Zeitpunkt waren neben Schmitt auch Siemens Nixdorf, die Quelle-Schickedanz-Gruppe und die HypoVereinsbank als Gesellschafter an der ESCOM AG wesentlich beteiligt.
Jost konnte der Umwälzung der Branche trotz finanzieller Anstrengungen der Gesellschafter nicht entgegentreten. Ende 1996 stellte Jost für die ESCOM AG Vergleichsantrag, dem der so genannte Anschlusskonkurs folgte. Im Zuge des Ausscheidens bei der ESCOM AG übernahm Schmitt privat von der Preussag AG den Telefonhersteller Hagenuk („Hanseatische Apparatebaugesellschaft Neufeldt & Kuhnke“) in Kiel. Zum Zeitpunkt der Übernahme erzielte die Hagenuk einen Umsatz von etwa 300 Millionen DM und erwirtschaftete erhebliche Verluste. Schmitt, der sich bereits bei der ESCOM als Marketing- und Vertriebsmann bewährte, steigerte die Umsätze der Hagenuk Telekom GmbH innerhalb von 24 Monaten auf über 500 Millionen DM und führte das Unternehmen damit in die Profitabilität. Indem er den Computerspezialisten IPC Corporation aus Singapur für eine Beteiligung gewann, konnte die Eigenkapitalbasis der Hagenuk Telekom deutlich gestärkt werden. Auf Veranlassung der Hausbanken der Hagenuk Telekom sowie des Landes Schleswig-Holstein veräußerte Schmitt im Jahr 1997 seine Anteile an den Mehrheitsgesellschafter IPC. IPC selbst versuchte, in Zusammenarbeit mit den involvierten Banken und dem Land Schleswig-Holstein eine Wachstumsfinanzierung sicherzustellen. Als diese nicht gelang, mussten die damaligen Geschäftsführer unter Leitung von Patrick Bouju Ende 1997 Vergleichsantrag stellen, der Anfang 1998 in einem Anschlusskonkurs mündete.

## Hagenuk-Prozess
Der Bericht des Konkursverwalters zu den Gründen des Hagenuk-Konkurses sowie eine vom Verwalter veranlasste Sonderprüfung bewog die Staatsanwaltschaft Kiel dazu, gegen Schmitt wegen Bilanzfälschung und Untreue zu ermitteln. Als Ergebnis dieser Ermittlungen erhob die Staatsanwaltschaft im Oktober 2002 Anklage gegen Schmitt, der sich zu diesem Zeitpunkt auf Geschäftsreise im Ausland aufhielt. Im Dezember 2002 wurde er von Zielfahndern des Bundeskriminalamtes in Beirut festgenommen und vom Libanon nach Deutschland ausgeliefert. Im Dezember 2006 wurde er vom Landgericht Kiel nach nur 6 Verhandlungstagen im Wesentlichen freigesprochen, und das Strafverfahren gegen ihn wurde eingestellt. Auf die Revision der Staatsanwaltschaft in Kiel hob der Bundesgerichtshof die Einstellungsentscheidung im September 2007 auf und verwies das Verfahren somit an das Landgericht zurück. Mit Beschluss der 3. großen Strafkammer des Landgerichts Kiel vom 10. November 2008 wurde das Strafverfahren gegen Schmitt endgültig eingestellt.
Schmitt hat den PC- und Multimediamarkt in den 1980er und 1990er Jahren nachhaltig beeinflusst. Produkte wie der erste schwarze Design-PC (ESCOM Black Label), das erste Mini-Notebook und die fortlaufende Bewerbung der Produkte durch die „ESCOM Extra Flyer“ wurden zum Standard für den Vertrieb von hochwertigen Multimediageräten. Schmitt war einer der Ersten, die bereits Anfang der 1990er Jahre versuchten, technologische Entwicklungskosten durch eine Drittvermarktung zu refinanzieren. Dabei setzte er vor allem auf die Integration verschiedener Medien im Bereich Audio, Video und Multimedia – insbesondere im Bereich der Automobilbranche.